# Agatha Christie: Delitto in tre atti
Agatha Christie: Delitto in tre atti (Murder in Three Acts) è un film per la televisione statunitense del 1986 diretto da Gary Nelson. Basato sul romanzo giallo Tragedia in tre atti, scritto da Agatha Christie nel 1944, è interpretato da Tony Curtis, Emma Samms, Jonathan Cecil e Peter Ustinov alla sua quinta apparizione nel ruolo del detective Hercule Poirot.

## Trama
Hercule Poirot raggiunge il suo amico Hastings ad Acapulco, in Messico. Entrambi sono invitati ad un party nella lussuosa villa del celebre Charles Cartwright, attore del cinema da poco ritiratosi dalle scene. Tra gli altri invitati vi sono la scrittrice Janet Crisp, il reverendo Babbington con la moglie, Daisy Eastman e la figlia Jennifer, da tutti chiamata Egg, il dottor Strange e Ricardo Montoya. Nel corso del party, il reverendo Babbington muore dopo aver bevuto da un bicchiere preso a caso da un vassoio, ma nonostante la funesta coincidenza il decesso sembra essere dovuto ad un improvviso attacco cardiaco.
Qualche tempo dopo, nel corso di un altro ricevimento, il dottor Strange muore in circostanze simili ed analisi più approfondite rivelano la presenza nel suo bicchiere di una forte dose di veleno. Riesumato il corpo del reverendo Babbington, anche nel suo caso un'autopsia conferma la morte per avvelenamento. Convinto che in due delitti siano legati, nonostante la mancanza di un filo conduttore, Poirot decide di indagare per assicurare l'assassino alla giustizia. Sarà aiutato, oltre che dal fedele Hastings, da Cartwright (assente alla cena) e dalle due signore Eastman.
Si verifica una terza morte sospetta: una paziente del dottor Strange, uccisa nonostante fosse ricoverata in un ospedale psichiatrico. Anche questo delito sembra privo di movente.
La polizia cerca il cameriere che serviva la cena, misteriosamente sparito dopo la serata. Esplorando la casa, Poirot scopre che c'è un passaggio segreto ben nascosto che porta lontano dalla villa.
Alla fine, Poirot riunisce come sempre tutte le persone coinvolte e svela che il colpevole è Charles Cartwright: il suo ritiro era dovuto in realtà a problemi mentali (è soggetto a scatti d'ira e sbalzi di umore) e il dottor Strange gli aveva consigliato di abbandonare la recitazione per sempre! Nonostante lo avesse avuto in cura per molto tempo, Strange sapeva che Cartwright non era guarito e poteva diventare un pericolo per se stesso e per quelli intorno a lui. Così l'attore ha deciso di ucciderlo; la morte del reverendo non aveva un motivo apparente, se non come esperimento per scoprire se il metodo avrebbe funzionato; il dottore era la vera vittima predestinata. La paziente morta nel manicomio, invece, era una testimone e doveva tacere. Il domestico scomparso era lo stesso Cartwright, che si era servito delle sue capacità attoriali per interpretare il ruolo di un servo ispanico di nome Carlos (la traduzione spagnola di Charles); l'attore aveva coinvolto nell'inganno il dottor Strange, giustificandolo la cosa come una burla ai danni degli ospiti (e infatti il dottore era tranquillo e allegro durante la cena).
Cartwright nega le accuse e si diverte ad interpretare il ruolo del proprio avvocato difensore, ma a mano a mano che le prove emergono indizi della sua personalità incontrollabile e violenta si affacciano e sono visibili a tutti gli ospiti; prima di essere portato via, si congratula con Poirot minacciando velatamente di riuscire a farsi liberare dal tribunale.

## Produzione
Il film è il settimo di una serie di otto pellicole televisive tratte da altrettanti romanzi di Agatha Christie e prodotte da Warner Bros. Television per la CBS. Delitto in tre atti è il terzo dedicato al personaggio di Hercule Poirot, interpretato da Peter Ustinov per la quinta volta dopo Assassinio sul Nilo (1978), Delitto sotto il sole (1982), 13 a tavola (1985) e Caccia al delitto (1986).
Ustinov interpreterà Poirot un'ultima volta nel 1988, nel film Appuntamento con la morte, al fianco di John Gielgud e Lauren Bacall, che avevano già interpretato una parte in Assassinio sull'Orient Express (1974).
Gli otto film sono: È troppo facile (1982), Miss Marple nei Caraibi (1983), Cianuro a colazione/Invito a pranzo con delitto (1983), Assassinio allo specchio (1985), Agatha Christie: 13 a tavola (1985), Agatha Christie: Caccia al delitto (1986), Agatha Christie: Delitto in tre atti (1986), L'uomo dall'abito marrone/Il mistero dei diamanti rosa (1989).

## Distribuzione
Trasmesso negli Stati Uniti il 30 settembre 1986 sulla rete CBS, in Italia il film è andato in onda per la prima volta il 13 dicembre 1988 in prima serata su Rete 4. Dal 2008, il film è disponibile in DVD distribuito da Malavasi Editore su licenza Warner Bros. Entertainment.
Top Crime canale 39 (2024).